# عمر سانتانا
عمر سانتانا (انگلیسی: Omar Santana؛ زادهٔ ۱۴ آوریل ۱۹۹۱) بازیکن فوتبال اهل اسپانیا است.
از باشگاه‌هایی که در آن بازی کرده‌است می‌توان به باشگاه فوتبال اتلتیکو مادرید بی اشاره کرد.